# Hermann Baumgarten
Hermann Baumgarten (28. april 1825 - 19. juni 1893) var en tysk historieskriver. 
Han var professor i Strassburg 1872-89 og har ikke blot skrevet fortrinlige historieværker, men også med interesse deltaget i Tysklands politiske liv. Hans hovedarbejder er: Geschichte Spaniens vom Ausbruch der französischen Revolution bis auf unsre Tage (1865-73, 3 bind) og den ufuldendte Geschichte Karls V (1885-92, 3 bind); af hans talrige mindre skrifter kan nævnes: Die religiöse Entwickelung Spaniens (1875), Über Sleidans Leben und Briefwechsel (1878) og Vor der Bartholomäusnacht (1882).